# Lindelofia tschimganica
Lindelofia tschimganica är en strävbladig växtart som först beskrevs av Vladimir Ippolitovich Lipsky, och fick sitt nu gällande namn av M. Pop. och V.K. Pazij. Lindelofia tschimganica ingår i släktet Lindelofia och familjen strävbladiga växter. Inga underarter finns listade i Catalogue of Life.